# My Bougainville
My Bougainville (Mon Bougainville) est l'hymne de la région autonome de Bougainville, province spéciale de la Papouasie-Nouvelle-Guinée.
L'hymne, ainsi que le drapeau et son emblème, sont officiellement protégés par une loi actée en 2018. Toute offense à cet hymne est passible d'une amende de dix mille kina (environ 2 600 €)[réf. nécessaire].

## Paroles
| Version officielle (en anglais) | Traduction en français |
| --- | --- |
| God bless our lovely homeland From mountain peaks to golden sands Land of the brave and land of the free The brave and the free Enfold her children in your arms Beneath the Southern Cross we stand One mighty Christian family Oh Bougainville, My Bougainville, Bless Bougainville. The smile of God upon her face The pride and joy of all the race She wears beneath her purple sheen Her mantle of green Today we pledge our love and life We'll stand by you in every strife Our own dear home, our motherland | Que Dieu bénisse notre belle patrie Des sommets montagneux aux sables dorés Terre des braves et terre de liberté Les braves et les libres Enveloppez ses enfants dans vos bras Sous la Croix du Sud, nous nous sommes Une très grande famille chrétienne Oh Bougainville, Mon Bougainville, Bénis Bougainville. Le sourire de Dieu sur son visage La fierté et la joie de toute un peuple Il porte sous son éclat violet Son manteau de vert Aujourd'hui, nous promettons notre amour et notre vie Nous serons à vos côtés dans chaque conflit Notre chère maison, notre mère patrie |